# 테네로역
테네로역(이탈리아어: Stazione di Tenero)은 스위스 티치노주에 있는 테네로-콘트라 지자체에 있는 기차역이다. 스위스 연방 철도의 표준궤 주비아스코-로카르노선의 중간 정류장이다.

## 운행편
2021년 12월 시간표 변경에 따라 테네로에서 다음 서비스가 정차한다.
- 인터레기오 : 로카르노와 아트-골다우 간 매시간 운행 기차는 바젤 SBB 또는 취리히 중앙역까지 계속 운행
- RE80 : 로카르노와 키아소까지 30분마다 운행, 밀라노 중앙역까지 매시간 운행
- S20 : 로카르노와 카스티오네-아르베도까지 30분마다 운행